# William James Sidis
William James Sidis (Boston, 1 de abril de 1898 — Boston, 17 de julho de 1944) foi uma criança prodígio norte-americana com habilidades matemáticas e linguísticas excepcionais. Tornou-se primeiramente famoso por sua precocidade ao ingressar na Universidade de Harvard aos 11 anos de idade, bem como pelo seu afastamento da vida pública e, após sua morte, pelas controvérsias acerca da exata extensão de seu quociente de inteligência (que alguns afirmavam tratar-se da maior pontuação da história, muito embora as evidências fossem insuficientes para sustentar tal afirmação). William afastou-se da matemática, da física e da química e dedicou-se a escrever sobre outros temas, tendo publicado diversos livros utilizando pseudônimos.

## Biografia

### Início da vida
William James Sidis era filho de um casal de imigrantes judeus russos radicados nos Estados Unidos. Seu pai era o doutor Boris Sidis, Ph.D., que emigrou da Ucrânia em 1887, escapando de perseguição política. Sua mãe, doutora Sarah Mandelbaum, e sua família, fugiram de pogroms por volta de 1889. Sarah estudou na Universidade de Boston e graduou-se em medicina no ano de 1897. William recebeu seu nome em honra ao psicólogo William James, amigo e colega de Boris. Boris foi diplomado na Universidade Harvard, onde lecionou psicologia, mas também atuou como psiquiatra, e publicou numerosos livros e artigos, fazendo um trabalho pioneiro na área da psicologia anormal. Além disso, Boris foi um poliglota e seu filho William também se tornou um desde jovem.
Em vez da abordagem de rigidez e disciplina na educação, mais comum em sua época, os pais de Sidis acreditaram em desenvolver no seu filho um amor ao conhecimento precoce e sem medo, pelo que eles foram criticados. Mesmo assim, o pequeno Sidis pôde ler o jornal New York Times aos 18 meses de idade, sabia nove línguas (inglês, latim, grego, francês, russo, alemão, hebraico, turco e armênio) aos oito anos, e inventou mais uma, à qual deu o nome de vendergood.

### Harvard e vida universitária
Apesar da universidade ter previamente rejeitado a entrada de William aos nove anos de idade sob a justificativa de que ele ainda era uma criança, Sidis estabeleceu um recorde em 1909 ao ser a pessoa mais jovem da história a ser admitida na Universidade Harvard. Aos 11 anos de idade, ele foi aceito em Harvard como parte de um programa para introduzir crianças sobredotadas. Aquele grupo experimental incluía o matemático Norbert Wiener, pai da cibernética, Richard Buckminster Fuller, e o compositor Roger Sessions. Entretanto, de todo aquele grupo excepcional, Sidis foi considerado o mais promissor.
No início de 1910, seu domínio da matemática avançada era tal que ele deu uma palestra no Clube de Matemática de Harvard sobre corpos quadridimensionais, fazendo Daniel F. Comstock, professor no Instituto de Tecnologia de Massachusetts, predizer que Sidis se tornaria um grande matemático e líder no futuro daquela ciência. Sidis iniciou seus estudos com uma carga horária integral em 1910 e recebeu seu bacharelado, cum laude, em 18 de Junho de 1914, aos 16 anos.
Logo após a graduação, ele afirmou a repórteres que gostaria de viver a vida perfeita, e que para ele isso significava viver em reclusão. Ele deu uma entrevista a um repórter do jornal Boston Herald, que publicou sua intenção de permanecer celibatário e jamais se casar, afirmando de que mulheres não lhe atraíam (muito embora mais tarde Sidis tenha demonstrado forte afeição por uma mulher chamada Martha Foley).

### Trabalho como professor e educação subsequente
Após uma gangue de alunos de Harvard ter ameaçado agredi-lo, seus pais arranjaram-lhe um emprego no Instituto Rice (hoje Universidade Rice) em Houston, Texas, como professor assistente de matemática. William iniciou o trabalho em Rice em Dezembro de 1915, aos 17 anos, em busca de um doutorado.
Naquela época ele lecionava em três disciplinas: geometria euclidiana, geometria não euclidiana, e trigonometria (e escreveu um livro de anotações para o curso de geometria euclidiana em grego). Após menos de um ano, frustrado com o departamento de matemática, com suas responsabilidades como professor, e com o tratamento recebido por alunos mais velhos que ele, Sidis deixou o trabalho e retornou à região da Nova Inglaterra. Ao ser perguntado sobre sua desistência, ele respondeu: "Eu nunca soube por que eles me deram o trabalho em primeiro lugar — eu não sou um bom professor. Eu não saí — eu fui solicitado a sair." Sidis abandonou sua busca por um doutorado em matemática e se inscreveu na Escola de Direito de Harvard em Setembro de 1916, mas saiu do curso antes de completá-lo em março de 1919, embora estivesse com boas notas.

### Política e prisão
Em 1919, pouco após deixar o curso de direito, Sidis foi preso por participar de uma passeata socialista em Boston que acabou reprimida pelas autoridades locais. William foi sentenciado a 18 meses de prisão, e seu aprisionamento foi noticiado proeminentemente em jornais já que ele era uma celebridade local. Durante o julgamento, Sidis declarou ser um objetor de consciência à participação dos Estados Unidos na Primeira Guerra Mundial, não acreditar na existência de Deus, e ser um socialista - tendo desenvolvido mais tarde sua própria filosofia nos moldes do Socialismo libertário. Seu pai, Boris Sidis, assumiu um compromisso com o magistrado local para manter William fora da prisão, e o internou em seu sanatório em Nova Hampshire por um ano, subsequentemente levando-o à Califórnia, onde passou outro ano em internação. Enquanto ficou no sanatório, seus pais tentaram "reformar" sua visão política, ameaçando transferi-lo definitivamente para um asilo.

### Vida posterior
Após escapar de volta à Costa Leste em 1921, Sidis estava determinado a viver uma vida independente e privada, e trabalharia somente usando calculadoras ou fazendo outras tarefas simples. Ele trabalhou em Nova Iorque e cortou relações com seus pais. Passaram-se anos antes de ele ter a possibilidade de retornar ao estado de Massachusetts, e por muito tempo ele teve medo de ser preso caso retornasse. Dedicou-se ao passatempo de colecionar bilhetes de bonde (eléctrico), publicou jornais periódicos e ensinou sua versão da história do continente americano a pequenos círculos de amigos interessados. Em 1944, Sidis obteve uma indenização através de acordo judicial com o jornal The New Yorker, pela publicação de um artigo sobre ele no ano de 1937, onde Sidis alegava conter difamação e informações falsas.
Sidis morreu em 1944 em Boston, vítima de uma hemorragia cerebral aos 46 anos. Seu pai havia morrido da mesma maneira em 1923, aos 56 anos. Atualmente seu corpo encontra-se sepultado no Cemitério do Sul, Portsmouth, Condado de Rockingham, Nova Hampshire nos Estados Unidos.

## Publicações e assuntos de pesquisa
Além da matemática, assuntos sobre os quais Sidis escreveu ou lecionou incluem cosmologia, psicologia, e história dos povos nativos da América. Algumas de suas ideias trataram de reversibilidade cosmológica, continuidade social e direitos libertários.
Em seu livro The Animate and the Inanimate (1925), Sidis previu a existência de regiões no espaço onde a segunda lei da termodinâmica operava ao inverso da direção temporal que nós experienciamos em nossa área. Sidis ponderou que a matéria nessa região não geraria luz (essas áreas escuras do universo não são propriamente matéria escura ou buracos negros como eles são entendidos na cosmologia contemporânea). Esse trabalho em cosmologia, baseado em sua teoria de reversibilidade da segunda lei da termodinâmica, foi o único livro publicado sob o seu nome.
Sidis publicou, sob o pseudônimo de John W. Shattuck, o livro The Tribes and the States (1935), narrando uma história de 100 mil anos dos habitantes da América do Norte, de tempos pré-históricos a 1828. Neste texto, ele sugere que "houve em um momento homens vermelhos na Europa assim como na América".
Sidis foi também um "peridromófilo", termo que inventou para pessoas fascinadas com pesquisa de meios de transporte urbanos, especialmente os bondes. Escreveu um livro sobre essas transferências sob o pseudônimo de "Frank Folupa", identificando formas de aumentar o uso de meios transportes públicos que estão somente agora ganhando aceitação.
Em 1930, Sidis recebeu uma patente por um calendário perpétuo rotativo que levava em consideração anos bissextos. Na idade adulta, foi estimado que ele pudesse falar mais de 40 línguas, e aprender uma língua nova em uma semana.

## Legado
Abraham Sperling, diretor do Instituto de Teste de Aptidões de Nova Iorque, afirmou após a morte de Sidis que, segundo seus cálculos, Sidis "tinha facilmente um QI entre 250 e 300" e que não havia evidências de que seu intelecto tivesse tido um declínio na idade adulta  (Seu pai uma vez classificou testes de inteligência como "bobos, pedantes, absurdos, e altamente enganadores"). Sperling comentou: 
"O que os jornalistas não publicaram, e talvez não soubessem, é que durante todos os anos de empregos obscuros ele esteve escrevendo textos originais em história, governo, economia e assuntos políticos. Em uma visita à casa de sua mãe eu recebi a permissão de ver o conteúdo de uma imensidão de manuscritos originais compostos por Sidis."
 Tendo escrito sobre assuntos como astrofísica, povos nativos da América, engenharia civil e veículos, antropologia, filologia, sistemas de transporte, Sidis cobriu uma vasta quantidade de tópicos.
Um QI de razão de 250 corresponderia aproximadamente a um moderno QI de desvio de 191 (d.p. 15).
O autor dinamarquês, Morten Brask, escreveu um romance ficcional baseado na vida de Sidis; "A vida perfeita de William Sidis" foi publicado na Dinamarca em 2009.

### Sidis em discussões sobre educação
Ocorreram debates sobre a maneira de criação de Sidis e a melhor forma de educar crianças. Jornais criticaram os métodos de educação de Boris Sidis. A maioria dos educadores da época acreditavam que as escolas deveriam expor as crianças a certas experiências para criar "bons cidadãos", e muitos psicólogos, acreditando que a inteligência é hereditária, descartaram a possibilidade de que a educação que ele recebeu pudesse ter tido efeito na sua inteligência.
As dificuldades que Sidis e outros estudantes superdotados encontraram ao lidar com a estrutura social de um ambiente universitário ajudou a formar opinião contrária ao avanço rápido ao ensino superior. O debate sobre educação de crianças superdotadas continua até hoje, e Sidis permanece um tópico de discussão. Em termos modernos, estudiosos geralmente classificam Sidis como um indivíduo profundamente inteligente, e alguns críticos usam Sidis como um exemplo vívido de como jovens superdotados nem sempre atingem sucesso correspondente como adultos — tanto em termos materiais como criativos.
Muitas dessas imagens se baseiam na publicidade negativa dada a ele pela imprensa da época, que recusou a admitir que o seu intelecto pudesse ser fruto de outra coisa que estudo monótono e forçado — precisamente o que seus pais lutavam contra. De fato, sua mãe mais tarde disse que descrições do seu filho feitas pelos jornais tinham pouco em comum com o verdadeiro William.

## Veracidade das informações
Algumas das informações popularizadas de Sidis não têm origem certa. Um pesquisador chegou a afirmar: "Eu tenho pesquisado a veracidade de fontes primárias de vários assuntos por cerca de 28 anos, e nunca encontrei um tópico tão cheio de mentiras, mitos, meias-verdades, exageros e outras formas de desinformação quanto a história por trás de William Sidis". Também chegou a afirmar que a irmã de William, Helena Sidis, e sua mãe (já mencionada) desenvolveram uma reputação de fazer declarações exageradas da família Sidis.

## Publicações
- Passaconaway in the White Mountains (1916)
- The Animate and the Inanimate (1925)
- Notes on the Collection of Transfers [25] (1926)
- The Tribes and the States (c. 1935) (PDF file)